# Гефтер, Александр Александрович
Алекса́ндр Алекса́ндрович Ге́фтер (26 апреля 1885, Одесса — 16 декабря 1956, Париж) — русский морской офицер, писатель.

## Биография
Окончил Петербургский университет. Сдал экстерном экзамены в МКК. С 12 июня по 1 сентября 1917 года — проходил практику на кораблях Сибирской флотилии. Мичман. В 1918 — вахтенный начальник на крейсере «Память Азова». Член антибольшевистских подпольных организаций.
Осенью 1918 бежал в Финляндию. В середине декабря 1918 перебрался в Мурманск, где находился по февраль 1919 года. Работая на английскую разведку и белых несколько раз пробирался в Петроград в качестве курьера, поддерживавшего связь с подпольными антибольшевистскими организациями в Петрограде. Затем — в отряде катеров Северо-Западной армии.
После окончания гражданской войны жил в эмиграции в Финляндии, а затем во Франции (в Париже). В 1927 — банковский служащий.
Член военно-морского исторического кружка имени А. В. Колчака, выступал там с докладами. Писатель, мемуарист, журналист. Сотрудничал в газетах и журналах «Возрождение», «Иллюстрированная Россия», «Современные записки», «Морской журнал», «Часовой». Член объединения русских поэтов и писателей.
После второй мировой войны — член союза советских патриотов. Сотрудничал в газетах «Русский патриот» и «Советский патриот».
Умер в 1956 году. Похоронен на Кладбище Сент-Женевьев-де-Буа.

## Масонство
Член «Юпитер» № 536 Великой ложи Франции. Посвящён 17 февраля 1927 года. Возведен во 2-ю степень 21 июля 1927 года, в 3-ю степень 16 февраля 1928 года. Исключён 29 декабря 1930 года. Вновь присоединён в 1937 году. Возобновил членство в ложе 10 марта 1945 года. Второй страж в 1946 году, первый страж в 1949 году. Привратник в 1951 году. В 1948 году — член совета объединения русских лож Древнего и принятого шотландского устава.

## Сочинения
- Воспоминания курьера // Архив русской революции. Т. 10. Берлин 1923.
- В море корабли: морские рассказы. Париж, Издание Военно-морского союза. 1932. 159 с. РМЗБ, #21.
- Мояна и др. рассказы. Рига, «Филин», 1937. 174 с. РМЗБ, #47.
- Секретный курьер: роман. Париж, Дом книги, 1938. РМЗБ, #56.
  - Переиздание: П. Ляпидевский, А. Гефтер. Секретный курьер. Серия: Белогвардейский роман. Вече, 2008 г. ISBN 978-5-9533-2913-2.
- Подвиг: рассказы. Тяньцзин, Наше знание, 1940.
- Поцелуй: рассказы. Тяньцзин, Наше знание, 1940.